# Партія-гегемон
Партія-гегемон — термін запропонований польським ученим Є.Вятром для характеристики провідної партії в рамках гегемоністської партійної системи.
Для партії-гегемона усі базові характеристики тотожні відповідним характеристикам тоталітарної партії (монопартії). Опрацювання польського зразка чітко вказує на той факт, що система гегемоністської партії не може трактуватись як багатопартійна, а являє собою таку дворівневу систему, де одна партія скеровує свій вплив на другорядні політичні угруповання. І хоча формула гегемоністської партії може прийняти зовнішній вигляд конкурентної політики, проте реалізувати її не зможе. Поняття тоталітарної гегемоністської партії є недопустимим, але допускається її авторитарний тип.
Джованні Сарторі виділяє ідеологічну гегемоністську партію і догматичну гегемоністську партію.